# 写めっけ!
『写めっけ!』（しゃめっけ）は、2002年2月6日から同年3月27日までテレビ愛知で放送されたバラエティ番組。
この項目では、2002年5月7日から同年6月25日まで同局で放送された後継番組『写めっけ2!』（しゃめっけツー）についても触れる。

## 概要

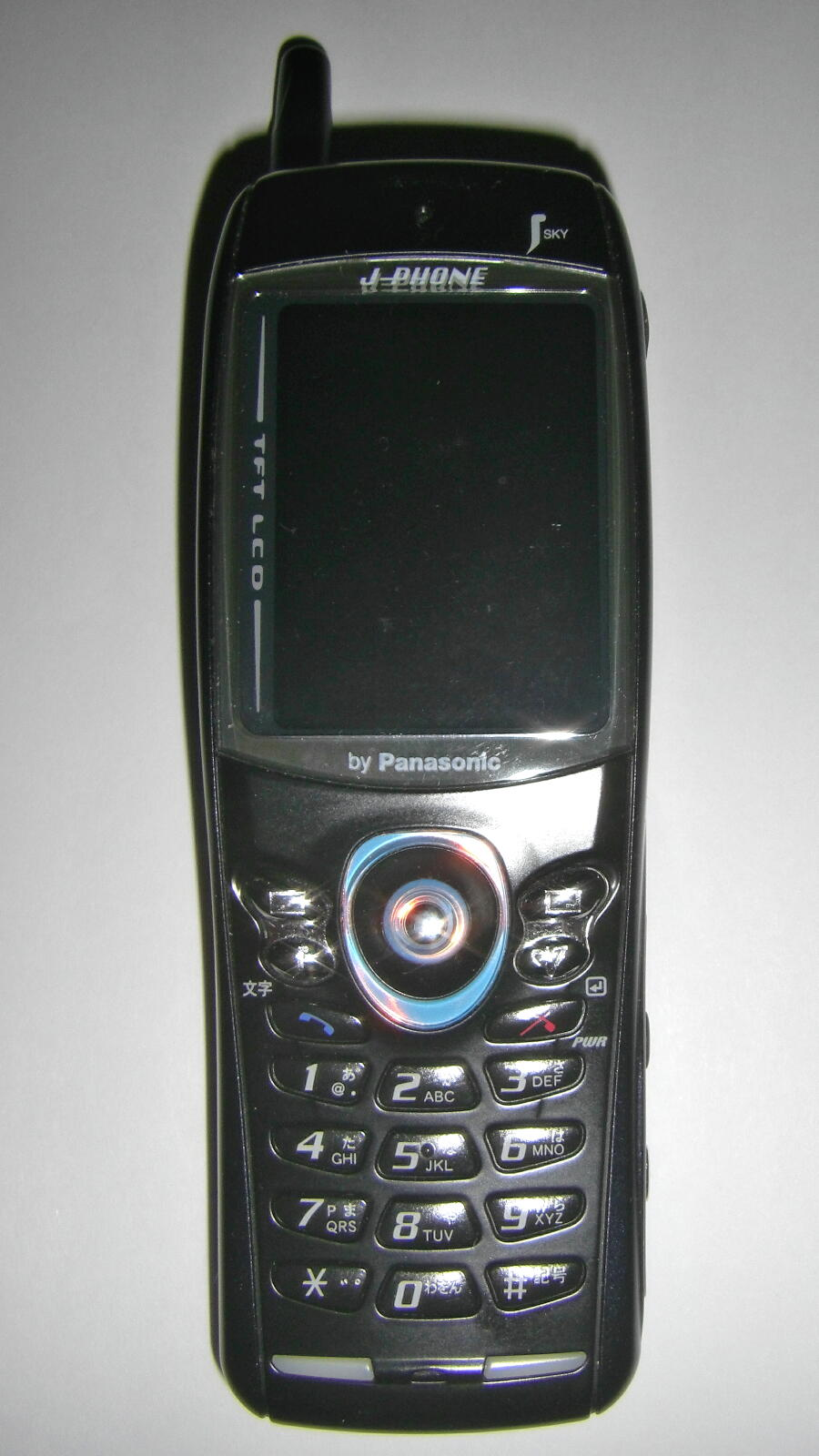
『写めっけ2!』放送当時のJ-PHONE携帯端末最新機種・J-P51

J-PHONEとの提携により企画・制作された視聴者参加型のバラエティ番組シリーズで、当時J-PHONEが売りにしていた携帯電話の写メール機能（携帯電話付属の小型カメラで撮影した静止画像を電子メールに添付して送信する機能）を利用して様々なネタ画像を投稿するというものだった。視聴者は毎週、番組側から提示されるテーマに沿った内容の画像を投稿。番組に参加するには、J-PHONEのカメラ付き携帯電話を所持しているのは勿論のこと、J-スカイウェブを介してテレビ愛知公式サイト内の「写めっけ!クラブ」へアクセスし、会員番号とパスワードを取得する必要があった。
当初試験的な番組として制作されたこの『写めっけ!』は、予定通り2002年3月27日放送分をもって一旦終了した（全8回）。番組終了時には「写めっけ!クラブ」登録者数が1,300人を超え、また、テレビ番組制作業界からも今後の動向が注目されていたため、テレビ愛知は同年5月7日から続編『写めっけ2!』の放送を開始した。しかし、満を持して送り出したこの『写めっけ2!』も同様に、わずか2か月で打ち切られた（全8回）。以来、テレビ愛知はこのような携帯電話の機能を活用した双方向番組を製作しなくなったが、このコンセプトは中京テレビの『ウキ→ビジュ』や『D4』など、在名他局が製作する番組群へと受け継がれていった。
この番組シリーズの収録は、後にテレビ愛知で放送された昼の帯番組『3時のつボッ!』のようにテレビ愛知本社1階のロビーを借りて行われていた。

## 放送時間
いずれもJST。

### 写めっけ!
- 水曜 25:15 - 25:45 （2002年2月 - 2002年3月）

### 写めっけ2!
- 火曜 24:55 - 25:25 （2002年5月 - 2002年6月）

## 出演者
- 戸井康成
- 横井綾子（当時テレビ愛知アナウンサー）